# Mendes
Mendes é um município brasileiro do estado do Rio de Janeiro, Região Sudeste do país. Sua população estimada é de 17,502 habitantes, segundo o censo 2022 do Instituto Brasileiro de Geografia e Estatística. Localiza-se a uma latitude 22º31'36" sul e a uma longitude 43º43'58" oeste, estando a uma altitude de 446 metros.

## História
O município de Mendes teve sua origem em um simples ponto de descanso de tropeiros, estabelecido ao longo do atalho que ligava a vila de Valença à cidade do Rio de Janeiro. Suas primeiras casas rústicas foram construídas por volta de 1820, na fase inicial do ciclo do café.
A pequena vila, com suas temperaturas agradáveis e solo fértil, começou a crescer lentamente, graças ao fluxo constante de gado. O rápido crescimento da cafeicultura acelerou esse processo, trazendo a ferrovia para a região.
Com o passar dos anos, cinco estações foram construídas ao longo dessa rota: Mendes, Humberto Antunes, Martins Costa, Nery Ferreira e Morsing. Esses prédios antigos, ainda hoje preservados, são o símbolo de um passado de grande desenvolvimento econômico, primeiro com o café, depois com as diversas indústrias que se instalaram na região: fábricas de papel, a cervejaria Teutônia e a fábrica de fósforos Serra do Mar, entre outras.
Mendes já fez parte de Piraí, Vassouras e Barra do Piraí, mas graças ao seu grande desenvolvimento econômico, tornou-se município em 11 de julho de 1952.

## Geografia
De acordo com a divisão regional vigente desde 2017, instituída pelo IBGE, o município pertence às Regiões Geográficas Intermediária e Imediata de Volta Redonda-Barra Mansa. Até então, com a vigência das divisões em microrregiões e mesorregiões, fazia parte da microrregião de Vassouras, que por sua vez estava incluída na mesorregião Metropolitana do Rio de Janeiro.

### Bioma
O bioma de Mendes é a Mata Atlântica.

## Demografia
Sua população é de 17 502 habitantes, sendo 9 259 homens e 8.243 mulheres. Com a relação com desenvolvimento humano desta população, este município possui um IDH do Município de 0,74 que é um valor considerado alto.
Do ponto de vista da desigualdade social, Mendes possui um Índice de Gini de 0,48. Este índice varia de zero a um, com o valor zero representando a situação de igualdade total (todos possuem a mesma renda), enquanto o valor um é o de extrema desigualdade (uma só pessoa possui toda a riqueza).

## Bairros
- Água Fria
- Bela Vista
- Boa Esperança
- Centro
- Cinco Lagos
- Morro do Mathias
- Coqueiros
- Cruzeiro
- Engenheiro Morsing
- Estação Velha
- Gaudência
- Gonzalês
- Grajaú
- Humberto Antunes
- Independência
- Jabuticabeiras
- Martins Costa
- Nova Reta
- Nossa Senhora Das Graças (Ventania)
- Oscar Rudge
- Ponte do Rocha
- Santa Rita
- Santa Rosa
- Tupinambá
- Vila Mariana

## Infraestrutura

### Transportes
Mendes tem apenas um terminal rodoviário, que é o Terminal Rodoviário José Lucio da Silva.
Possui uma estação ferroviária, da qual foi servida pela Linha de Barrinha da Rede Ferroviária Federal (RFFSA), entre a década de 1970 e o ano de 1996, para embarques e desembarques de passageiros.